# Love Me Little, Love Me Long
Love Me Little, Love Me Long è un cortometraggio muto del 1915 diretto da Frank Wilson.

## Trama
Uno scapolo al verde sposa per sbaglio una zitella senza un soldo.

## Produzione
Il film fu prodotto dalla Hepworth.

## Distribuzione
Distribuito dalla Hepworth, il film - un cortometraggio di 259,08 metri - uscì nelle sale cinematografiche britanniche nell'aprile 1915.
Fu distrutto nel 1924 dallo stesso produttore, Cecil M. Hepworth. Fallito, in gravissime difficoltà finanziarie, Hepworth pensò in questo modo di poter almeno recuperare il nitrato d'argento della pellicola.